# Papilio zagreus
Papilio zagreus là một loài bướm thuộc họ Papilionidae. Nó được tìm thấy ở Nam Mỹ, bao gồm Venezuela, Colombia, Ecuador, Peru, Bolivia và vùng Tây Brasil.
Sải cánh dài 110–130 mm.

## Phụ loài
- Papilio zagreus zagreus (Colombia, Venezuela, Amazonas đến Bolivia)
- Papilio zagreus ascolius C. & R. Felder, 1864 (Ecuador, Colombia, Panama)
- Papilio zagreus bachus C. & R. Felder, 1865 (Colombia, Ecuador)
- Papilio zagreus zalates Godman & Salvin, 1890 (Panama, Nicaragua, Costa Rica)
- Papilio zagreus rosenbergi Druce, 1903 (Ecuador)
- Papilio zagreus chrysomelus Rothschild & Jordan, 1906 (Peru, Bolivia, Ecuador)
- Papilio zagreus daguanus Rothschild & Jordan, 1906 (Colombia)
- Papilio zagreus batesi (Racheli & Racheli, 1996) (northern Peru)
- Papilio zagreus chrysoxanthus Fruhstorfer, 1915 (central Peru, southern Peru đến Bolivia)
- Papilio zagreus nigroapicalis (Bollino & Sala, 1998) (Peru)
- Papilio zagreus baueri (Möhn, 2001) (Amazonas)

## Hình ảnh

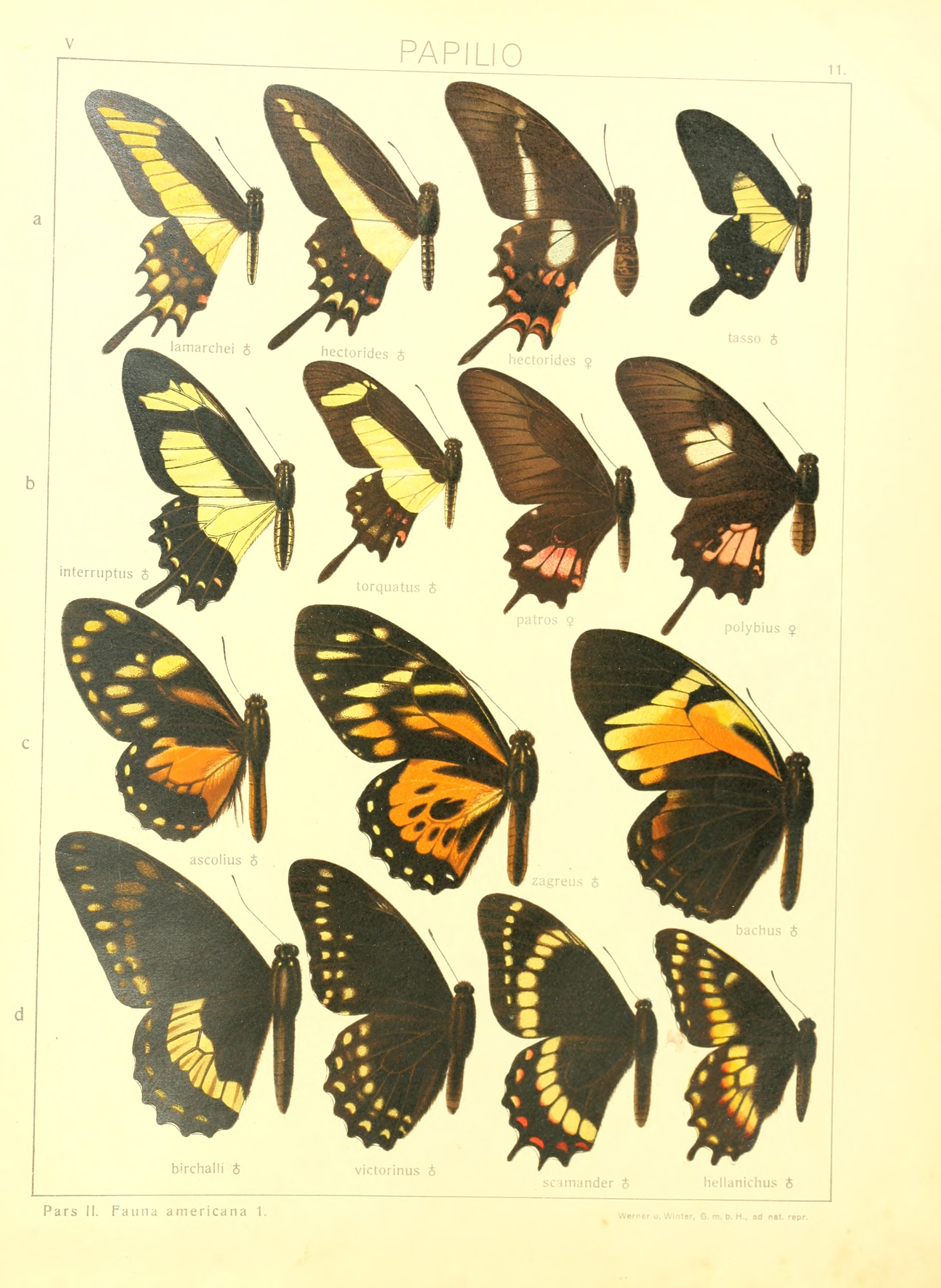